# کراشوب
کراشوب( kraashoub)یا کراشو،( kraashou)، روستایی از توابع شهرستان رستم (بخش سابق رستم شهرستان ممسنی) در استان فارس ایران و در حاشیه شمالی رودخانه فهلیان و در نقطه شمالی روستای فهلیان با یک مرز رودخانه ای و در غرب روستای جعفر آباد و شرق روستای دولت آباد و جنوب شهر مصیری می‌باشد.

## تاریخچه
به نقل از تعدادی از ریش سفیدان محلی، بخشی از این روستا حدود سال 1280 ه ش وجود داشته ولی سنگ بنای احداث بخش جدید این روستا  به حدود سال سال 1300 ه ش به بعد توسط مرحوم ملا غضنفر عبد اللهی از خانواده‌های نامدار عبداللهی که فرزندان ایشان در حال حاضر ساکن کارخانه قند فعلی  می‌باشند ایجاد گردید و به همراه دیگر خانواده‌هایی از روستای مصیری (شاه حسنی) در آن ساکن بوده اندو در این بین نیز خانواده‌های دیگری از طایفه جاوید، تریتاجی ، بیضائی وسادات جهت امور کشاورزی به آن روستا از آن زمان به بعد مهاجرت نموده‌اند.شایان ذکر است که در حال حاضر اکثر خانواده‌های ایجادکننده وساکنان اصلی  آن روستا، دیگر در آن روستا ساکن نبوده و در آنجا زندگی نمی‌کنند و به مصیری و... برگشته‌اند.اما در حال حاضر همان خانواده‌های جاوید و تریتاجی و افرادخوش‌نشین که جدیدا ساکن شده‌اند در آن روستا ساکنند.احداث این روستا بیشتر به خاطر اینکه آن منطقه در محل تلاقی جوی‌های آب آبادی‌های باقری، مصیری ، شرف الدینی وبهمن یاری و دولت آباد(بابامیدان) بوده توسط مردم مصیری توسعه و ماندگار شده‌است.چون مردم مصیری واجداد آن‌ها در نزدیکترین محل به این روستا که به اسم تل بلهی(محل زندگی تابستانی مردم فعلی مصیری) بوده زندگی می‌کردند.و پس از احداث این روستا به آن روستا رفته‌اند.

## آب وهوا
آب و هوای این روستا بسیار متبوع و در زمستان‌ها معتدل و در تابستان‌ها تا حدودی گرم می‌باشد  این روستا در چند دهه گذشته دارای باغ‌های زیادی بوده که اکنون تخریب وتبدیل به زمین کشاورزی شده‌است در این روستا آسیاب آبی بوده که مردم مصیری و دیگر روستاهای اطراف گندم وشلتوک‌های خود را جهت آسیاب کردن به آن می آوردند که آثار آن همچنان مشهود است. و صاحبان آن از مردم نامدار مصیری بنام مرحوم ملا خداخواست نیکنام (کا بمانعلی) و مرحوم کا جون احمد نیکنام و مرحوم محمد نبی نیکنام بوده‌است.تن‌ها امکانات دولتی این روستا فقط یک مدرسه ابتدایی 5کلاسه بوده که همچنان با توجه به امکانات بسیار کم در حال آموزش است ونیز این روستا دارای یک مرکز بهیاری بود که سال‌ها قبل تعطیل گردید و فاقد هرگونه امکانات اجتماعی، فرهنگی واقتصادی و... می‌باشد .قبلا این روستا دارای آب شرب مناسبی نبوده ولی الان آب آن از محل آب شهر مصیری تأمین می‌شود.

## شغل  مردم
مردم این روستا مردم زحمتکشی می‌باشند که بیشتر با کشاورزی ودامداری امرارمعاش می نمایند.محصولات کشاورزی و باغی این روستا گندم ، جو برنج وذرت وماش وکنجد و کلزا وباقلا و لوبیا و سبزی‌های خوردن و میوه‌های آن خرما ،انار، پرتقال ، لیمو ، نارنج ،انجیر وسیب ترش و و دیگر محصولات ماست وکشک و دوغ و مرغ و تخم مرغ و دیگر تولیدات دامی شامل گوشت گاو وگوسفند وبزغاله می‌باشد .در حاشیه این روستا اکنون یک مرغداری صنعتی پیشرفته وچند گاوداری تأسیس وراه اندازی شده‌است.بعضی از مردم این روستا قبلا از ماهی‌های رودخانه فهلیان نیز صید واستفاده می‌کردند.

## جمعیت
این روستا در دهستان رستم یک قرار دارد و براساس سرشماری مرکز آمار ایران در سال ۱۳۸۵، جمعیت آن ۱۶۴ نفر (۳۴خانوار) بوده‌است.